# ناماستي واهالا (فلم)
ناماستي واهالا (بالإنجليزية: Hello Trouble)، هُو فيلم كوميديا رومانسية نيجيري صدر سنة 2017 وأخرجه هاميشا دارياني أهوجا.

## وصلات خارجية
- ناماستي واهالا  في قاعدة بيانات الأفلام على الإنترنت (بالإنجليزية)